# The Lipton Championships 1997
Der The Lipton Championships 1997 waren ein Tennisturnier der WTA Tour 1997 für Damen und ein Tennisturnier der ATP Tour 1997 für Herren, welche zeitgleich vom 20. bis 29. März 1997 in Key Biscayne bei Miami stattfanden.

## Herrenturnier
→ Hauptartikel: The Lipton Championships 1997/Herren

## Damenturnier
→ Hauptartikel: The Lipton Championships 1997/Damen